# Edmundo Mortimer, V conde de la Marca
Edmundo Mortimer, noble y militar inglés (6 de noviembre de 1391 - 18 de enero de 1425), V conde de la Marca y VII conde del Úlster. Frustrado aspirante al trono inglés, como heredero presunto del depuesto Ricardo II de Inglaterra, luchó sin embargo al mando de Enrique V de Inglaterra en la guerra de los Cien Años y se destacó en el sitio de Harfleur y en la batalla de Agincourt.

## Antecedentes familiares
Edmundo era hijo del Roger Mortimer, IV conde la Marca, y Eleonor Holland. Como descendiente directo de Eduardo III de Inglaterra a través de Leonel de Amberes, padre e hijo eran los legítimos herederos de Ricardo II de Inglaterra. Asimismo, reclamaban la corona de Irlanda y las posesiones de la corona en Gales y Escocia. Muerto Roger el 28 de julio de 1398, Edmundo, de siete años, se convirtió en el nuevo conde de la Marca y heredero del trono. Sin embargo, el 30 de septiembre de 1399 el rey Ricardo II fue depuesto por Enrique de Lancaster, que usurpó el trono, en tanto que Edmundo y su hermano Roger fueron mantenidos como rehenes de la Corona, aunque tratados con consideración y respeto por sus propiedades, títulos y honores.

## La libertad de Edmundo
El 12 de marzo de 1405 los Mortimer fueron liberados por una multitud dirigida por los enemigos de los Lancaster. Los líderes de esta revuelta eran el tío de ambos jóvenes, Sir Edmundo Mortimer y su cuñado Henry Percy Hotspur, aliados con los rebeldes galeses de Owain Glyndŵr, que reclamaban para sí el Principado de Gales. 
Tras esta fuga, los dos hermanos fueron recapturados y en 1409 fueron puestos bajo la custodia del Príncipe de Gales, Enrique de Monmouth, el futuro Enrique V de Inglaterra.

## Edmundo y Enrique V
Al morir Enrique IV de Inglaterra y ser coronado su hijo, una gran amistad comenzó a crecer entre el conde de la Marca y el nuevo soberano, que se sentía culpable por la usurpación del trono que había hecho su padre. Apenas sentado en el trono de Londres, Enrique V de Inglaterra limpió de toda mancha la reputación de su rehén y vasallo, lo dejó definitivamente en libertad y lo restauró en el uso de sus propiedades (muy acrecentadas por la muerte de su hermano Roger).
La relación entre ambos fue tan fuerte que cuando el cuñado de Edmundo (Ricardo de Conisburgh) organizó una revuelta contra Enrique V de Inglaterra, Edmundo ayudó al rey a reprimirla.

## Edmundo en la guerra
La batalla decisiva de la guerra de los Cien Años tuvo a Enrique V de Inglaterra como el vencedor principal y a Edmundo Mortimer como uno de sus importantes asistentes. Destacado en el sitio de Harfleur bajo el mando de Tomás de Clarence, hermano del rey, luchó en la vanguardia de la batalla de Agincourt junto a su amigo y señor.

## De vuelta en Inglaterra
A la muerte de Enrique (1422), Edmundo Mortimer se convirtió en miembro del consejo de regencia que gobernaba el reino (ya que el sucesor Enrique VI era solo un niño). 

## La muerte de Edmundo y sucesos posteriores
Muerto en Irlanda en 1425 sin sucesores, los títulos de Edmundo Mortimer y particularmente el condado de la Marca se vieron condenados a la extinción. Sus propiedades, sin embargo, pasaron a poder de su sobrino Ricardo de York, que en 1435 accedió al ducado de York y fue restaurado como conde de la Marca y del Úlster y barón de Wigmore. 
El hijo de Ricardo de York ascendió al trono inglés en 1461 bajo el nombre de Eduardo IV de Inglaterra. De este modo, el condado de la Marca pasó a formar parte de la Corona inglesa y quedó unida a ella por la política y la sangre.